# Wyniesienie Kergueleńskie

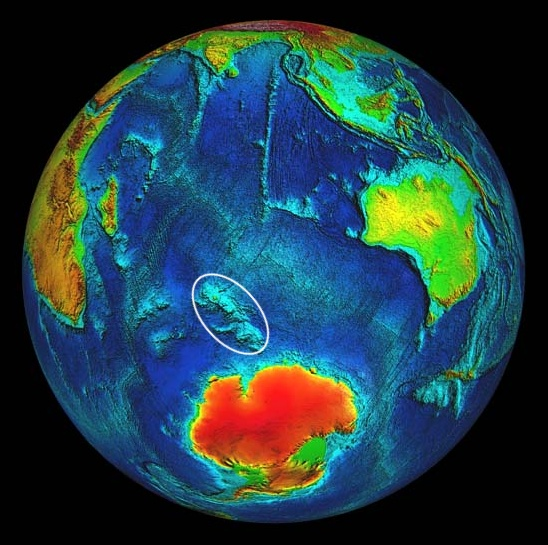
Położenie wyniesienia

Wyniesienie Kergueleńskie – duża prowincja magmatyczna na południowym Oceanie Indyjskim. Jest to potężne zgrubienie skorupy oceanicznej o objętości ponad 10 milionów km³ zbudowane z zastygłej lawy bazaltowej, której wielkie ilości wylały się na powierzchnię Ziemi w trzech falach aktywności wulkanicznej: w dużym przybliżeniu 110, 85 i 35 milionów lat temu. Skorupa oceaniczna ma tu do 20 kilometrów grubości, podczas gdy typowa grubość nie przekracza 10 km.
Wyniesienie Kergueleńskie jest jedną z największych na Ziemi prowincji magmatycznych, jednak pozostaje relatywnie słabo poznane. Pomimo iż zajmuje powierzchnię 1,54 mln km², zaledwie 7500 km² wystaje ponad powierzchnię wody, tworząc Wyspy Kerguelena w północnej oraz Wyspy Heard i McDonalda w centralnej części wyniesienia. Reszta skał budujących wyniesienie jest skryta pod wodą.

## Podjednostki geograficzne

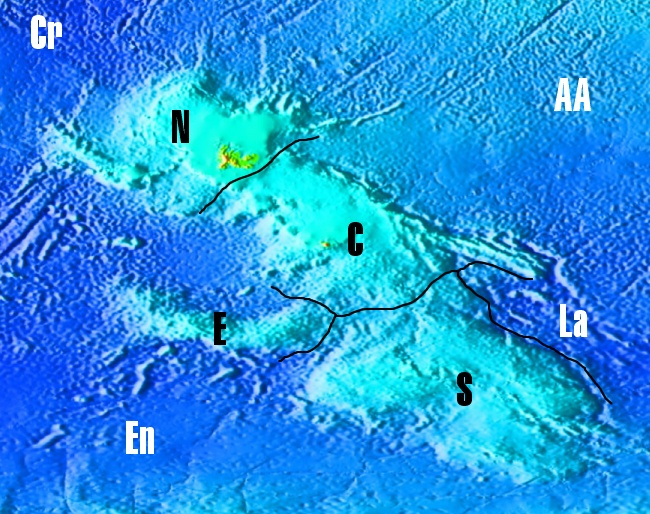
Budowa wyniesienia

Północne Wyniesienie Kergueleńskie (N) stanowi wysuniętą na północny zachód „głowę” wyniesienia. Jest częścią najbardziej wyniesioną nad dno oceanu (3-4 km), co sprawia, że woda ma tu zwykle głębokość poniżej 1 km. Od północy i zachodu wyniesienie graniczy z oceanicznym Basenem Crozeta (Cr). Na zachodnim stoku znajduje się Skiff Bank, niewielki grzbiet wulkaniczny wcinający się kilkaset kilometrów w Basen Crozeta. W południowo-wschodniej części PPK nad wodę wystaje licząca 7200 km² Wyspa Kerguelena wulkanicznego pochodzenia wraz z otaczającymi wysepkami.
Centralne Wyniesienie Kergueleńskie (C) stanowi „trzon” wyniesienia; jest to nieco głębiej zanurzona (ponad 1 km głębokości) masa skalna sąsiadująca od wschodu, podobnie jak i całe wyniesienie, z Basenem Australijsko-Antarktycznym (AA). Wrzynająca się w basen „ostroga”, oddzielająca odeń Basen Labuański (La), to Grzbiet Williama (William's Ridge), posiekany licznymi uskokami; głębokość wody osiąga nad nim miejscami ledwie 500 metrów. Pośrodku CPK leży Wyspa Heard licząca 412 km², będąca stożkiem wygasłego wulkanu o wysokości 2745 m n.p.m. Nieco na zachód od niej leżą Wyspy McDonalda o wspólnej powierzchni 2,5 km², również pochodzenia wulkanicznego, przy czym Wyspa McDonalda jest wulkanem aktywnym. Pomiędzy wyspami Kerguelen i Heard znajduje się obniżenie w powierzchni wyniesienia, stanowiące basen sedymentacyjny: Basen Kerguelen-Heard.
Południowe Wyniesienie Kergueleńskie (S) stanowi część wyniesienia najbliżej dna oceanu; głębokość wody przekracza tu 2 km. Jest to niejednorodna, silnie pocięta uskokami masa skalna. Jej południowy i południowo-zachodni stok opada łagodnie w Basen Enderby (En), zaś część zachodnia przechodzi ostro w oddzielony siecią uskoków wspomniany Basen Labuański (La). Pomiędzy Południowym a Centralnym Wyniesieniem znajduje się Basen Raggatt, obniżenie w powierzchni wyniesienia zdeformowane przez uskoki i rowy tektoniczne, w tym potężny Rów 77 Stopni (77 Degree Graben).
Elan Bank (E) to grzbiet wulkaniczny rozciągający się od Basenu Raggatt na zachód na długości prawie 1000 kilometrów. Jest on prawdopodobnie fragmentem starszej skorupy kontynentalnej, który został przykryty młodszą warstwą skał bazaltowych w czasie formowania się Wyniesienia Kergueleńskiego.

## Historia geologiczna
Jak każda duża prowincja magmatyczna, Wyniesienie Kergueleńskie narodziło się w czasie spektakularnych – wielkoskalowych, lecz epizodycznych w geologicznej skali czasu – wypływów lawy; Wiercenia w skorupie oceanicznej wyniesienia wskazują na jego złożoną historię: najprawdopodobniej założony jest on na fragmencie skorupy kontynentalnej i dopiero później został przetopiony i przykryty warstwami zastygłej lawy. Na Wyniesieniu Południowym i na Elan Bank odnaleziono gnejsy i fragmenty (klasty) innych skał metamorficznych sugerujące pochodzenie kontynentalne.
Pierwsza udokumentowana fala wypływów (ekstruzji) lawy nastąpiła prawdopodobnie we wczesnej kredzie, mniej więcej 110 milionów lat temu i trwała ok. 10 milionów lat. W okresie tym powstała cała południowa część wyniesienia, początkowo znacznie wyniesiona nad dno oceaniczne (prawdopodobnie nawet nad powierzchnię wody), potem stopniowo obniżająca się w miarę stygnięcia skał. Obecnie skorupa oceaniczna ma tu ok. 16,5 km grubości, jest też podściełana przez strefę przejściową grubości 4-6 km, która rozmywa granicę między skorupą a płaszczem.
Druga fala aktywności wulkanicznej nastąpiła mniej więcej 85 milionów lat temu, w późnej kredzie i przyczyniła się najprawdopodobniej do powstania nie tylko centralnej części wyniesienia i Elan Bank, ale również i leżącego na północny wschód od Wyniesienia Kergueleńskiego grzbietu Broken Ridge, który został później odsunięty przez procesy tektoniczne. Tutaj grubość skorupy to aż 19-21 kilometrów; istnieją przekonujące dowody, że po fali wylewów magmowych środkowa oraz południowa część wyniesienia znajdowała się nad wodą. Wydobyte w wierceniach rdzenie zawierały bąbelki powietrza w skałach magmowych, skały osadowe pochodzenia lądowego oraz zachowane w nich sprasowane kawałki drewna. Z czasem skały uległy ochłodzeniu, a więc i również skurczeniu, a trwająca 80 milionów lat erozja przyczyniła się do dalszego zmniejszenia się wysokości wyniesienia; obecnie leży on niemal całkowicie pod wodą z wyjątkiem drobnych wysepek wulkanicznych Heard i McDonald.
Trzecia i ostatnia fala aktywności rozpoczęła się przed 40 milionami lat, a więc w okresie paleogenu. Nastąpiło podówczas wyłonienie się Północnego Wyniesienia; grubość skorupy osiąga w jego obrębie 17-19 kilometrów. Jako najmłodsza część kompleksu skalnego, jest on stosunkowo najmniej zerodowany i wciąż wykazuje ślady aktywności wulkanicznej. Wyspy Kerguelena stanowią najwyżej położony fragment całego wyniesienia; składają się w ponad 85% ze skał magmowych poddanych erozji przez lodowiec; resztę stanowią skały osadowe wykształcone z tejże zastygłej lawy.
Historia geologiczna znajduje wyraz w budowie skalnej Wyniesienia Kergueleńskiego. Jak każda duża prowincja magmatyczna, zbudowany jest on z zastygłych potoków lawy, tworzących strukturę warstwową. Są to w przeważającej części bazalty; w północnej części wyniesienia bazalty alkaliczne, w części centralnej również bazalty toleitowe o wyższej zawartości sodu. Warstwy skał magmowych są w basenach poprzecinane skałami sedymentacyjnymi (np. czertami odnalezionymi w Basenie Kerguelen-Heard), częściowo, co było omówione wyżej, pochodzenia lądowego.